# La Manzanilla, San Luis Potosí
La Manzanilla är en ort i Mexiko.   Den ligger i kommunen Tamasopo och delstaten San Luis Potosí, i den centrala delen av landet, 260 km norr om huvudstaden Mexico City. La Manzanilla ligger 1 029 meter över havet och antalet invånare är 462.
Terrängen runt La Manzanilla är kuperad. Runt La Manzanilla är det ganska glesbefolkat, med 21 invånare per kvadratkilometer. Närmaste större samhälle är Rayón, 17,7 km nordväst om La Manzanilla. I omgivningarna runt La Manzanilla växer huvudsakligen savannskog.